# Helina unipunctata
Helina unipunctata är en tvåvingeart som beskrevs av Zielke 1970. Helina unipunctata ingår i släktet Helina och familjen husflugor. Inga underarter finns listade i Catalogue of Life.